# (4106) Nada
(4106) Nada ist ein Asteroid des Hauptgürtels, der am 6. März 1989 von den japanischen Astronomen Toshirō Nomura und Kōyō Kawanishi am Minami-Oda-Observatorium (IAU-Code 374) entdeckt wurde.
Der Asteroid wurde nach der 1927 gegründeten Nada High School in Kōbe benannt, an der Toshirō Nomura als Lehrer für Geowissenschaften und Astronomie tätig ist.